# 249520 Luppino
249520 Luppino este o planetă minoră (asteroid), cu un diametru de 4,181 km, din Outer Main Belt⁠(d). A fost descoperită pe 14 februarie 2010 la Haleakalā Observatory⁠(d) de Pan-STARRS⁠(d). 
Obiectul prezintă o orbită caracterizată de o semiaxă mare de 3,4360817358106 UAi, o excentricitate de 0,13, o înclinație de 7,3 ° în raport cu ecliptica.